# Canon EOS 7D
 (janvier 2018).
 (janvier 2018).
Aucun 7D Mark II
Le Canon EOS 7D est un appareil photographique reflex numérique de 18 mégapixels doté d'un capteur CMOS au format APS-C fabriqué par Canon, annoncé le 1er septembre 2009. L’appareil est commercialisé à partir d'octobre 2009 et son remplacement a lieu en novembre 2014, ce qui en fait l’appareil photo reflex numérique ayant la plus longue longévité sur le marché avec 61 mois de commercialisation, soit un peu plus de 5 ans, quand la plupart des autres modèles de ce type sont renouvelés tous les 1 à 3 ans.

## Caractéristiques

### Système optique
- Monture à objectifs interchangeables (monture EF et EF-S)
- Viseur : Pentaprisme avec couverture d'image 100 %
- Obturateur : de 30 s à 1⁄8 000 s (par incréments d'1/3), pose longue, Synchro-X maxi Flash 1⁄250 s
- Capteur CMOS avec filtre couleur primaire (RVB) de 22,3 mm × 14,9 mm, unité auto-nettoyante avec traitement fluorine
- Sensibilité : 100-3 200 ISO (par incréments d'1/3), extensible à 12 800 ISO avec fonction personnalisée via le menu de prise de vues
- Coefficient de conversion des focales : 1,6× (APS-C)
- Définition : 18 millions de pixels
- Ratio image : 3:2

### Système de prise de vue
- Mode Live View avec couverture 100 % et 30 images par seconde.
- Autofocus : 19 collimateurs autofocus (zone AF)
- Mesure lumière : Mesure TTL 63 zones SPC double couche, évaluative couplée aux collimateurs AF, sélective 9,4 %, Spot centrée 2,3 %, (moyenne à prédominance centrale), correction d’exposition ± 5 IL par 1/3 ou 1/2 de valeur, mémorisation d’exposition
- Balance des blancs : Automatique avec capteur CMOS (10 réglages) + 1 paramètre personnalisé de balance des blanc
- Modes : Auto (photos et vidéos), auto créatif, exposition automatique, Tv (priorité à la vitesse), Av (priorité à l'ouverture), M (manuel), personnalisé (×3)
- Motorisation : Max. environ 8 images par seconde jusqu'à 126 images (JPEG) (avec la carte UDMA) et 15  en RAW
- Mesure flash : Flash auto E-TTL II, manuel, ± 3 IL par 1/3 ou d'1/2 (flash intégré)

### Boîtier
- Finition : alliage de magnésium
- Dimensions : 148,2 × 110,7 × 73,5 mm
- Masse : 820 g (sans alimentation)
- Affichage : Écran LCD 3" 920 000 pixels (couverture 100 %) TFT Clear View II
- Alimentation : Batterie LP-E6 (autonomie : 800 déclenchements à (23 °C)

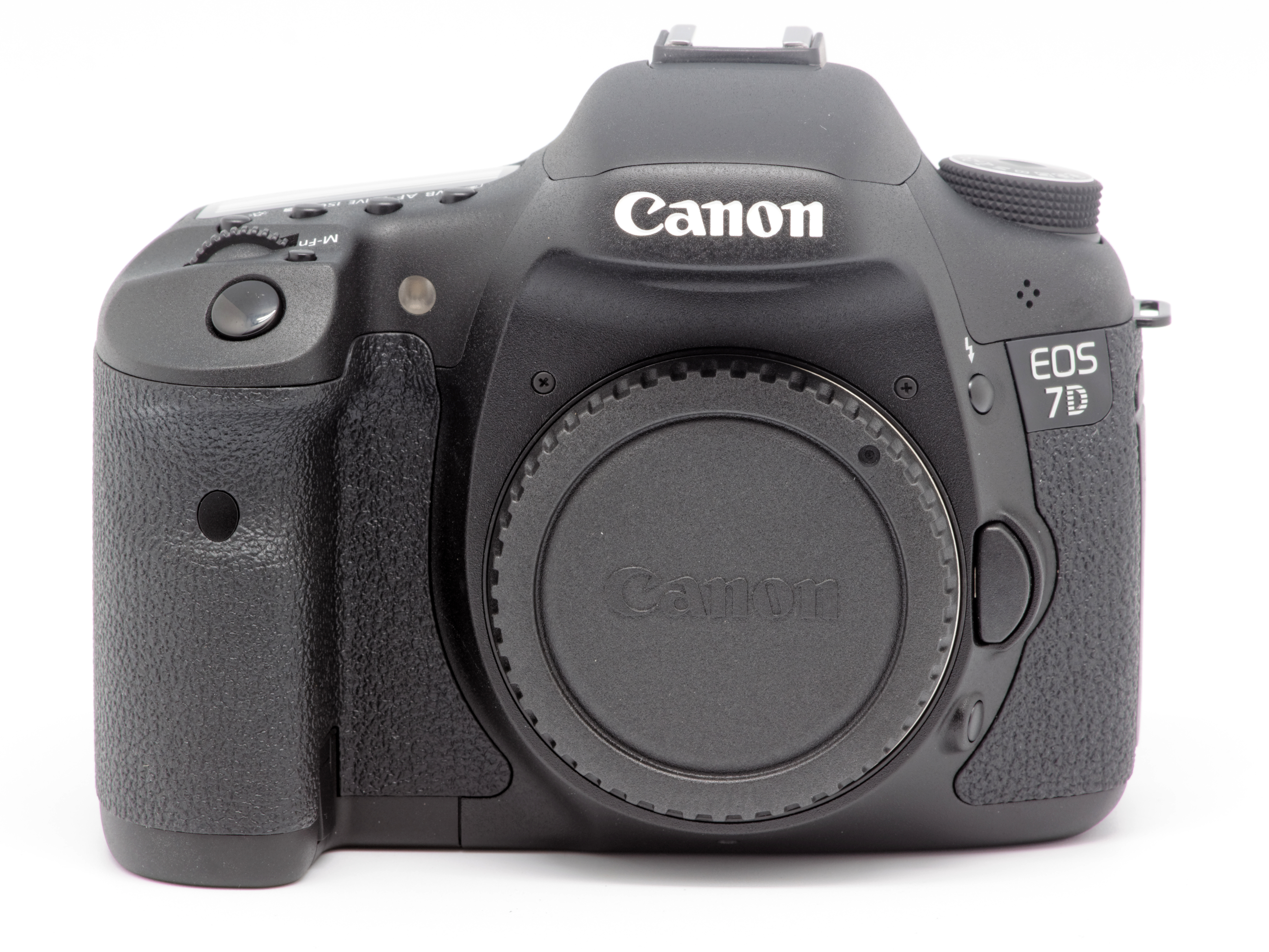
vue de face (boîtier nu)
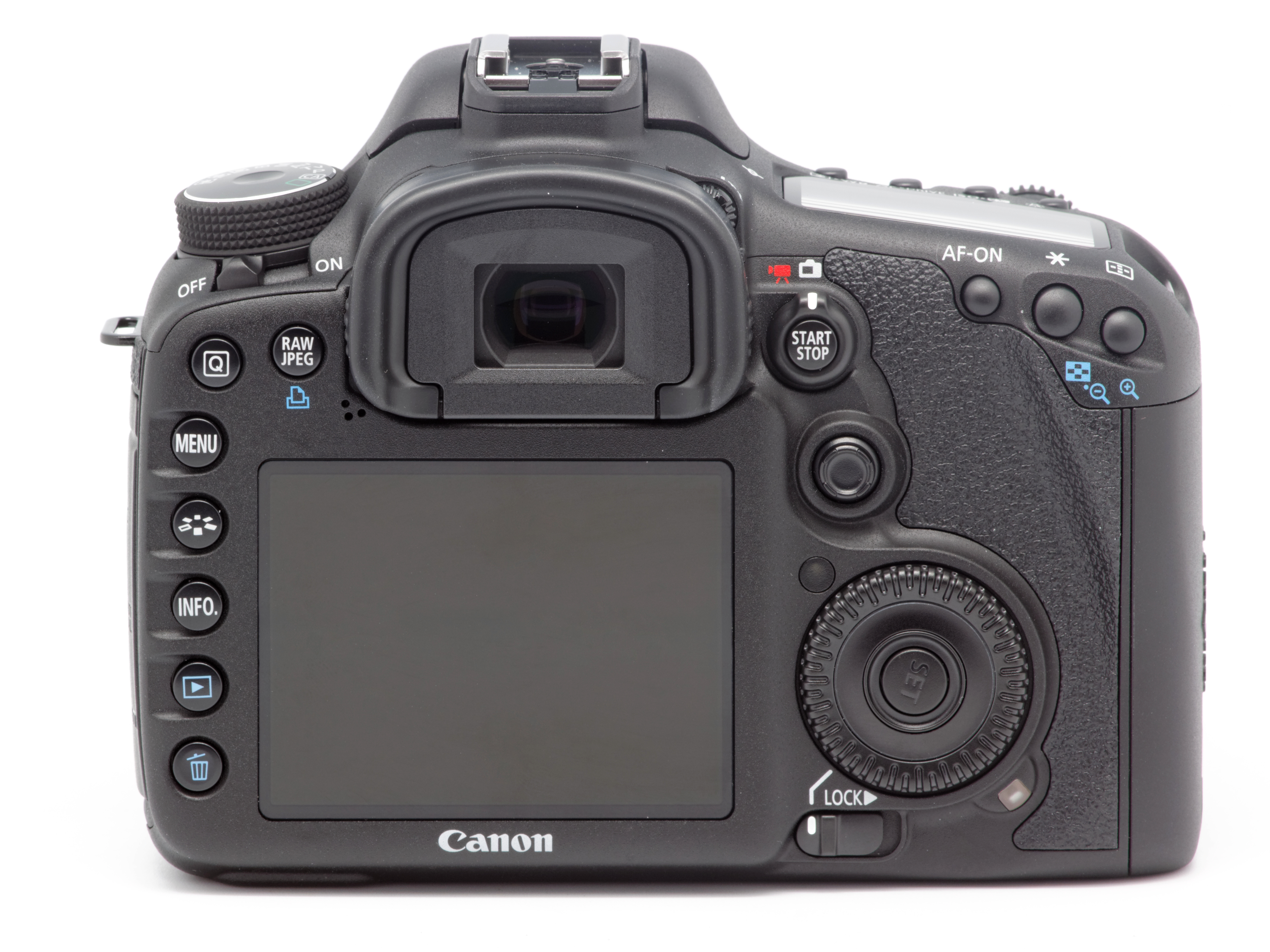
vue dos
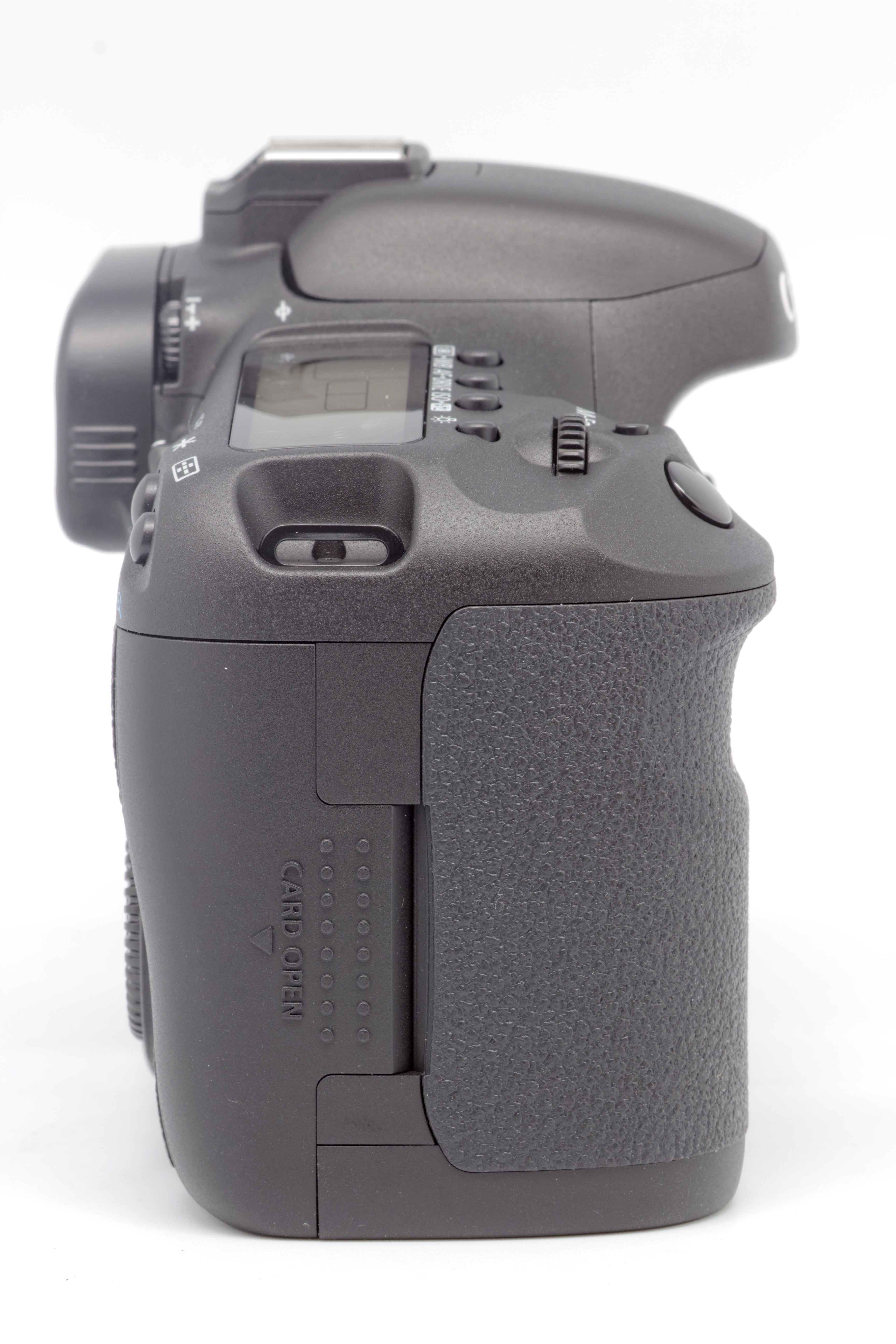
vue de côté
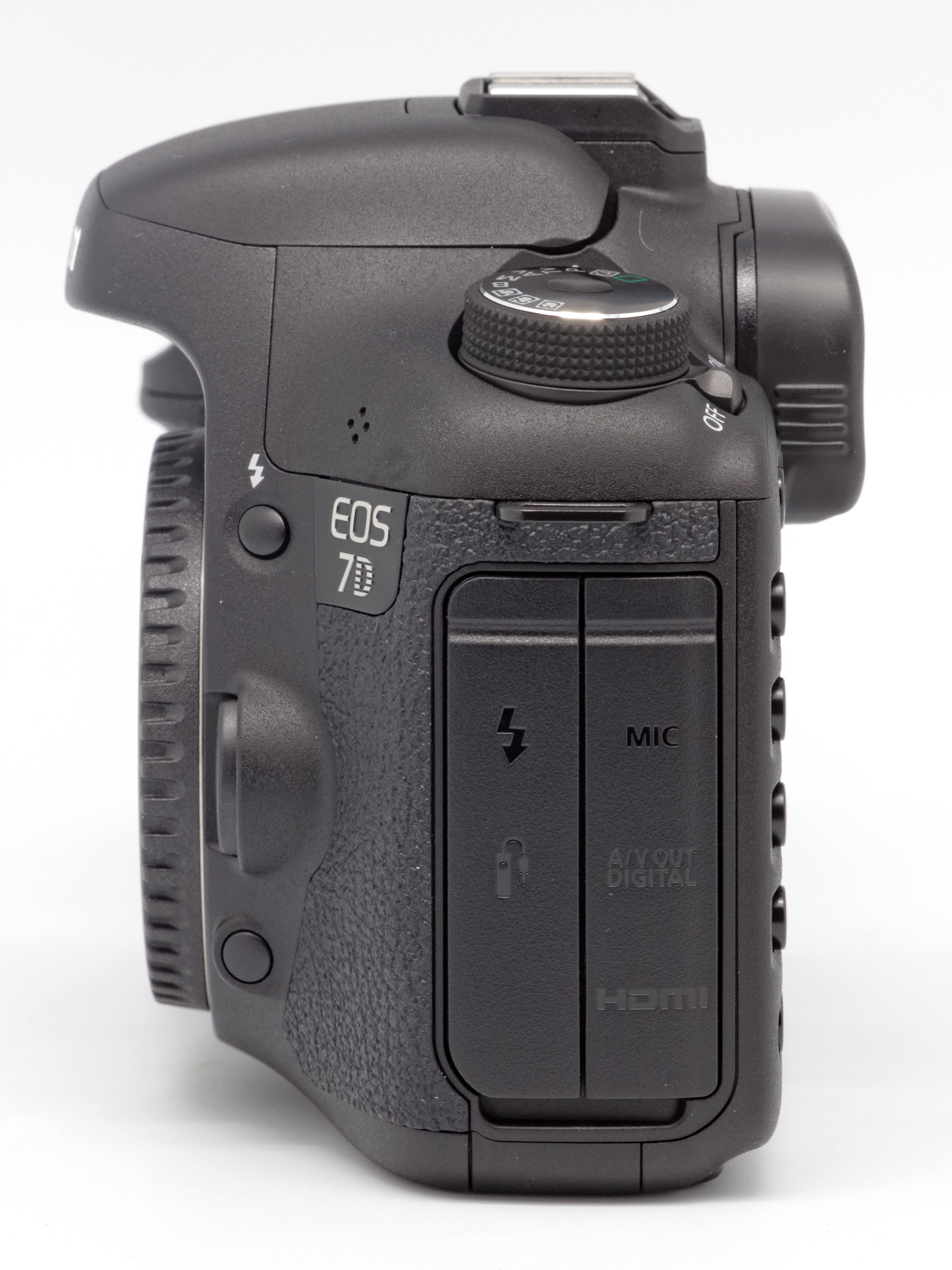
vue de côté
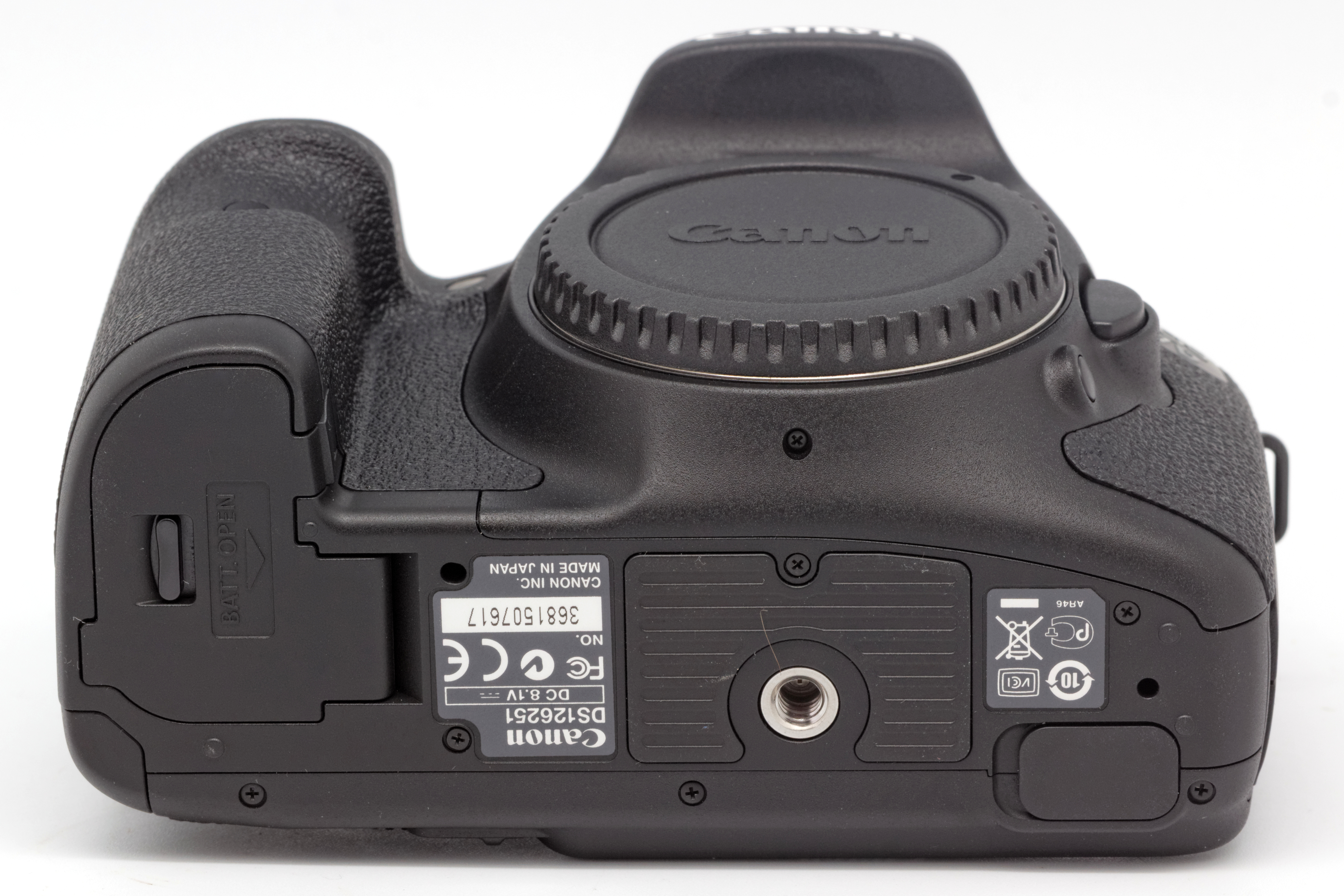
vue de dessous
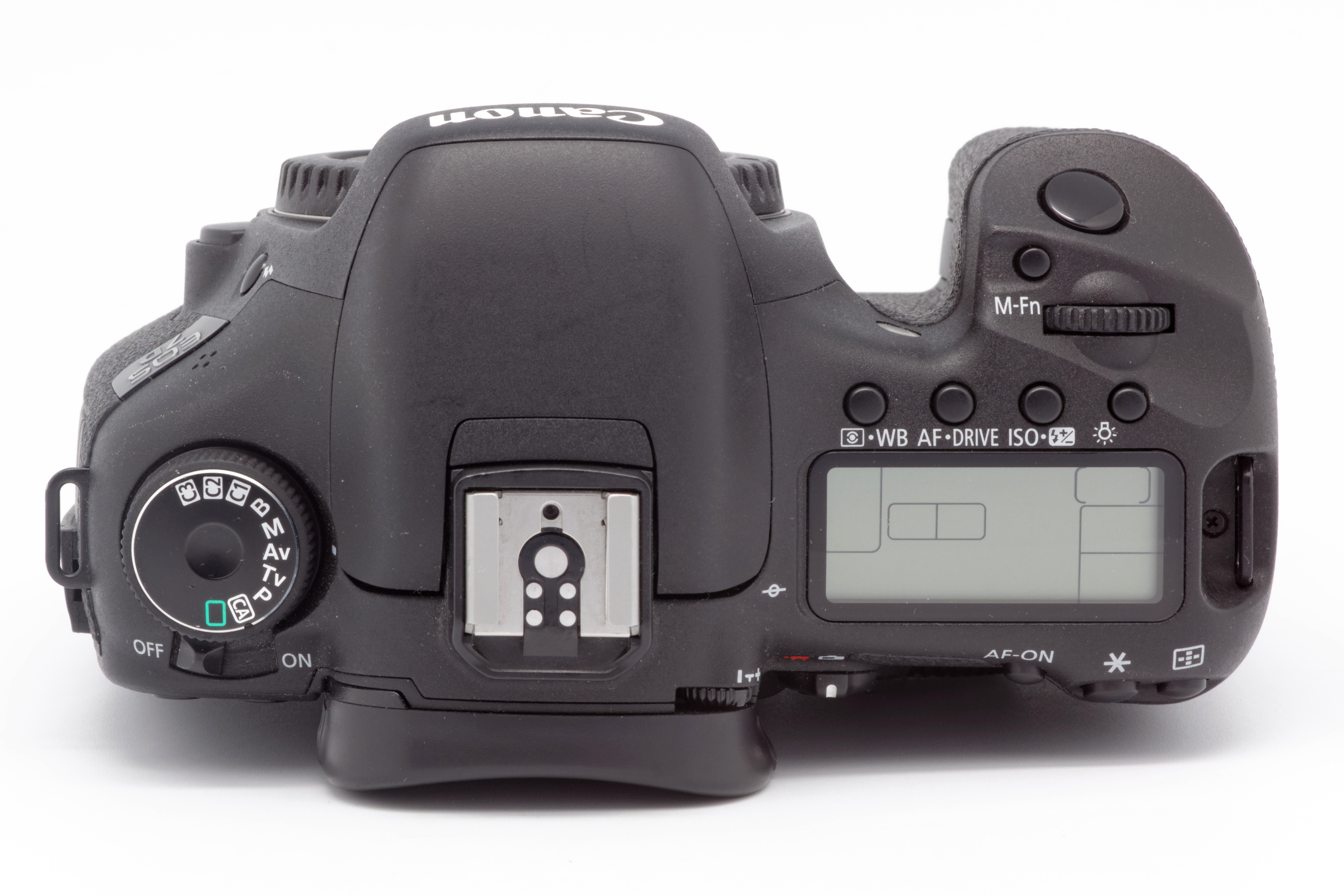
vue de dessus